# Sarvsjön (Hällestads socken, Östergötland)
Sarvsjön är en sjö i Finspångs kommun i Östergötland och ingår i Motala ströms huvudavrinningsområde. Sjön har en area på 0,173 kvadratkilometer och ligger 58,4 meter över havet.

## Delavrinningsområde
Sarvsjön ingår i det delavrinningsområde (651092-148218) som SMHI kallar för Utloppet av Stora Tron. Medelhöjden är 64 meter över havet och ytan är 30,1 kvadratkilometer. Räknas de 31 avrinningsområdena uppströms in blir den ackumulerade arean 637,59 kvadratkilometer. Hällestadsån (Storån) som avvattnar avrinningsområdet har biflödesordning 2, vilket innebär att vattnet flödar genom totalt 2 vattendrag innan det når havet efter 57 kilometer. Avrinningsområdet består mestadels av skog (63 procent) och jordbruk (16 procent). Avrinningsområdet har 3,21 kvadratkilometer vattenytor vilket ger det en sjöprocent på 10,5 procent.